# Révolte de Vila Rica
La Révolte de Vila Rica, qui eut lieu en 1720 dans la région du Minas Gerais, est considérée  comme un mouvement régionaliste par les historiographes de l'Histoire du Brésil. Ce fut un mouvement de réaction à la dure politique fiscale du Portugal, particulièrement depuis la création des Casa de Fundição e da Moeda (Maison de Fonte [de l'or] et de la Monnaie), en 1719.

## Genèse
La découverte d'or dans le Minas Gerais provoqua un violent conflit entre les Paulistes et les étrangers, appelés Emboabas. Le grand afflux d'individus attirés par les richesses minérales et la violence du recouvrement de l'impôt par le gouvernement portugais contribuèrent à maintenir dans l'instabilité la société qui vivait dans la Capitainerie de São Paulo et des Mines d'Or (Minas Gerais). De plus, la terrible législation répressive ne contribuait en rien à la paix des esprits, là où cupidité, violence et aventurisme étaient une constante. C'est ainsi que furent fermées les routes reliant Minas, Goiás et Mato Grosso.
Avec la volonté de tirer le maximum de richesses des habitants de la Capitainerie, la Couronne cherchait à perfectionner son système fiscal, appauvrissant toujours plus la population, d'où le violent contraste de coexistence entre abondance d'or et terrible misère.
Le résultat en fut une succession de révoltes depuis le début de la seconde décennie du XVIIIe siècle. Toutes ces révoltes étaient dirigées contre la fureur fiscale et répressive des autorités. Ce fut ce qui se produisit à Vila do Carmo (1712), au Morro Vermelho (1715), au Rio das Velhas (1716), à São Francisco (1718) et à Pitangui (1719). La plus connue de ces rébellions fut la Révolte de Vila Rica, en 1720.
La répression fut chaque fois plus violente, avec des pratiques totalement absurdes. C'est ainsi que lors de la Révolte de Pitangui, les autorités pendirent un pantin à l'effigie du meneur de la rébellion qui avait réussi à fuir.
En 1720, les autorités portugaises interdirent définitivement la circulation de l'or en poudre dans les régions d'extraction. Par cette mesure, le minerai ne put plus être négocié une fois fondu, scellé et taxé au Cinquième royal (décompte d'un cinquième du poids de l'or découvert pour payer l'impôt au roi) dans les Casas de Fundição, réitérant l'ordre de 1718 qui avait provoqué la Révolte de Pitangui. Cette décision était destinée à combattre la contrebande facilitée par l'usage du métal sous la forme de poudre, et pour améliorer le recouvrement des impôts. Elle provoqua de nombreux problèmes dans le quotidien de la population qui utilisait l'or en poudre comme monnaie pour pratiquement toutes les transactions commerciales, des petits achats aux grosses affaires.
De plus, fut créé un évêché pour réprimer le comportement dissolu d'éléments du clergé qui pratiquaient la contrebande, vivaient en concubinage et pratiquaient violence et autres délits.

## Le mouvement

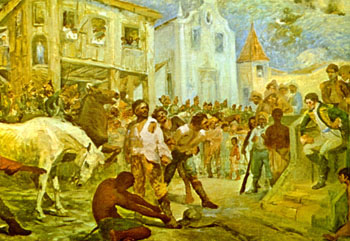
Felipe dos Santos

Dans ce contexte, ces mesures amenèrent, dans la nuit du 28 au 29 juin 1720, les mineurs de Vila Rica à se révolter et exiger un relâchement de la politique fiscale portugaise, sous la conduite d'un riche Portugais, Pascoal da Silva Guimarães, propriétaires de deux grandes fazendas, de plus de 2 000 esclaves et de riches concessions minières. Cet homme était, en outre, en litige financier avec la Couronne à laquelle il devait environ 30 arrobas (1 ar.=14,688 kg) d'or.
La date choisie devait permettre aux révoltés de se fondre dans les festivités de la Saint-Jean, au milieu de la foule, des danses et des bruits de pétards. Autour de 2 000 personnes se dirigèrent vers Mariana pour exiger du Gouverneur et Capitaine-Général de la Capitainerie, Conde de Assumar :
- L'annulation des registres de recouvrement des impôts ;
- La réduction des coûts judiciaires et des salaires des juges ;
- La suppression du monopole de la Couronne sur le sel, l'eau-de-vie et le tabac ;
- La fin des contrats sur le transport de bétail.

Isolé et sans forces suffisantes pour affronter les révoltés, il négocia la paix en promettant d'étudier les revendications des  mineurs pour gagner du temps, en attendant des renforts. Les révoltés déposèrent les armes, et, une fois les 1 500 hommes réunis, le gouverneur donna l'ordre à ses troupes d'envahir la ville, le 16 juillet de la même année : les chefs du mouvement furent emprisonnés et leurs maisons incendiées pour l'exemple. Felipe dos Santos, représentant de couches populaires, considéré comme le principal responsable de l'insurrection, fut jugé sommairement pour l'exemple et pendu. Son corps fut écartelé et exhibé publiquement, le long des routes d'accès à la ville, et sa tête exposée sur le pilori (pelourinho) de Vila Rica de Nossa Senhora do Pilar do Ouro Preto.
D'autres chefs de la révoltes furent arrêtés, envoyés à Rio de Janeiro, avant d'être expédiés au Portugal pour y subir une condamnation. Pascoal da Silva Guimarães décéda avant le départ, et d'autres meneurs furent amnistiés.

## Conséquences
La Couronne chercha à limiter les voies d'accès aux mines du Minas Gerais et l'écoulement de la production, pour empêcher la contrebande et l'évasion fiscale. Pour mener à bien cette tâche, la Capitainerie de Minas Gerais fut créée, séparée de celle de São Paulo. Les Casa de Fundição e da Moeda furent effectivement implantées à partir de 1725.
De nouvelles rébellions se produisirent dans le faubourg de Brejo de Salgado (1736), en plus de la Conspiration du Curvelo (1775), mettant toujours en évidence le mécontentement de la société coloniale.
Ce mouvement est considéré comme l'embryon de l'Inconfidence Mineira de 1789.